# LSU Tigers
LSU Tigers – nazwa drużyn sportowych Uniwersytetu Stanu Luizjana, biorących udział w akademickich rozgrywkach organizowanych przez National Collegiate Athletic Association.

## Futbol akademicki
Najbardziej popularnym sportem na uniwersytecie jest futbol akademicki. Początki drużyny sięgają 1893. Od tego czasu futboliści zdobyli 4 razy mistrzostwo NCAA, ostatnio w 2019. Jeden zawodnik drużyny zdobył najbardziej prestiżową nagrodę indywidualną Heisman Trophy, przyznawaną co roku najlepszym akademickim graczom futbolowym. Trzech byłych zawodników Tigers zostało przyjętych do Pro Football Hall of Fame.

## Mistrzostwa
Najbardziej utytułowaną drużyną jest drużyna baseballowa.
- Futbol akademicki: 1958, 2003, 2007, 2019
- Baseball: 1991, 1993, 1996, 1997, 2000, 2009, 2023, 2025
- Koszykówka mężczyzn: 1935
- Koszykówka kobiet: 2023
- Gimnastyka kobiet: 2024
- Męski golf: 1940, 1942, 1947, 1955, 2015
- Lekkoatletyka halowa mężczyzn: 2000, 2004
- Lekkoatletyka halowa kobiet: 1987, 1989, 1991, 1993, 1994, 1995, 1996, 1997, 2002, 2003, 2004
- Lekkoatletyka męska na świeżym powietrzu: 1933, 1989, 1990, 2002, 2021
- Lekkoatletyka na świeżym powietrzu kobiet: 1987, 1988, 1989, 1990, 1991, 1992, 1993, 1994, 1995, 1996, 1997, 2000, 2003, 2008
- Boks męski: 1949